# Nowa machała (obwód Pazardżik)
Nowa machała (bułg. Нова махала) – wieś w południowej Bułgarii, w obwodzie Pazardżik, w gminie Batak. Około 2000 tysiące mieszkańców.
Miejscowość położona w górskim rejonie, ludność wsi to głównie Turcy.